# (1006) Lagrangea
(1006) Lagrangea ist ein Asteroid des Hauptgürtels, der am 12. September 1923 vom russischen Astronomen Sergei Iwanowitsch Beljawski am Krim-Observatorium in Simejis entdeckt wurde.
Benannt wurde der Asteroid nach dem italienischen Mathematiker und Astronomen Joseph Louis Lagrange.